# Banainiya
Banainiya (en népalais : बनैनियाँ) est un comité de développement villageois du Népal situé dans le district de Saptari. Au recensement de 2011, il comptait 4 012 habitants.